# 瀬﨑明日香
瀬﨑 明日香（せざき あすか、1977年 - ）は、熊本県生まれ、千葉県千葉市育ちのヴァイオリン奏者。

## 概要
東京芸術大学音楽学部附属音楽高等学校を経て東京藝術大学を首席で卒業。田中千香士、景山誠治、堀正文に師事。

1992年、パガニーニ「カプリース」全曲演奏会でデビュー。安田生命クオリティオブライフ文化財団の奨学金を得てパリ国立高等音楽院第3課程に留学、文化庁派遣芸術家在外研修員としてレジス・パスキエ、ジャン＝ジャック・カントロフ、クリスチャン・イヴァルディに師事。イタリア・カンポバッソサヴォイア劇場でリサイタルを開くなど、国内外で演奏活動を行う。

## 受賞歴
- 1993年 宝塚ベガ音楽コンクール第1位
- 1994年 日本音楽コンクール入賞[5]
- 1995年 日本音楽コンクール第1位[5]、レウカディア賞、黒柳賞、鷲見賞
- 1995年 レオポルト・モーツァルト国際ヴァイオリン・コンクール第3位[2]
- 1996年 ヴィエニャフスキ国際ヴァイオリン・コンクール第4位[6]
- 2003年（ピアノの佐々木祐子とのデュオ）
  - 5月 プレミオ・トリオ･ディ・トリエステ国際室内楽コンクール最高位入賞[7]
  - 11月 ヴィットリオ・グイ国際コンクール第3位
- 2005年 フォーバルスカラシップ・ストラディヴァリウス・コンクール優勝、（1697年製[3]ストラディヴァリウス“レインヴィル”を2年間貸与される）
- 2006年 青山音楽賞バロックザール賞

## ディスコグラフィ
- イザイ: 無伴奏ヴァイオリンソナタ Op.27 (2007年4月, ALM RECORDS, ALCD-9068, JAN:4530835107491)
- サン=サーンス: ヴァイオリンソナタ作品集< 1番、2番、ハバネラ他>(2008年10月, ALM RECORDS, ALCD-7127, JAN:4530835108146)
- ショパン/小林仁編: 4つの管弦楽付ピアノ作品集<室内楽版> （2012年10月, オクタヴィアレコード, OVCT-91, JAN:4526977930912）